# Nautilus samoaensis
Nautilus samoaensis — вид головоногих молюсків родини Nautilidae. Описаний у 2023 році.

## Поширення
Ендемік Американського Самоа. Мешкає у водах поблизу острова Паго-Паго. Зразки були зібрані та зняті на відео на глибинах від 200 до 400 м.